# Pulex larimerius
Pulex larimerius är en loppart som beskrevs av Lewis et Grimaldi 1997. Pulex larimerius ingår i släktet Pulex och familjen husloppor. Inga underarter finns listade i Catalogue of Life.